# Llutxent
Llutxent (em valenciano e oficialmente) ou Luchente (em castelhano) é um município da Espanha na província de Valência, Comunidade Valenciana. Tem 42,1 km² de área e em 2021 tinha 2 315 habitantes (densidade: 55 hab./km²).

## Monumentos principais
- Mosteiro do Corpus Christi (Século XIII ao XVIII).
- Rota dos Mosteiros de Valência